# 我らがパラダイス
『我らがパラダイス』（われらがパラダイス）は、林真理子による日本の小説。
2023年にNHK BSプレミアム・NHK BS4Kにてテレビドラマ化（後述）。

## 登場人物

### 主要人物
細川邦子〈48〉
広尾にある高級介護付きマンション「セブンスター・タウン」の受付係(コンシェルジュ)。
田代朝子〈54〉
「セブンスター・タウン」の看護師。独身。
丹羽さつき〈52〉
「セブンスター・タウン」のダイニング係従業員。独身。

### 細川家
大平三樹男〈54〉
細川邦子の6歳上の兄。元銀行員。今は通販会社の経理。
大平登喜子〈56〉
邦子の兄嫁。大平三樹男の2歳上の妻。
大平滋〈82〉
邦子の父。
細川智彦〈50〉
邦子の夫。中堅の印刷会社に勤務。
細川果菜
邦子の娘。スマホゲームとアニメ好きな高校生。声優になるのが夢。大学へは行かず声優を養成する専門学校に行きたいという。

### 田代家
田代チヅ〈78〉
朝子の母。娘が小学6年生のときに夫と離婚。70歳までは敏腕の助産師だった。3年前に脳溢血で倒れる。今はほとんど寝たきり。
田代慎一〈53〉
朝子の弟。バツイチ。妻子がいたが15年前に離婚。離婚後は独り暮らしだったが、食品会社を解雇され実家に戻ってくる。

### 丹羽家
丹羽貢〈74〉
さつきの父。個人タクシーの運転手。
丹羽ヨシ子
さつきの母。

### セブンスター・タウン

#### スタッフ
福田
ジェネラルマネージャー。都市銀行からの出向。慶應大学出身。
藤原訓子
介護士チーフ。3年前にかなり年長の夫を肝臓癌で亡くした未亡人。高校生の娘と中学生の息子がいる。亡き夫の母親(義母)の介護をしている。

#### 入居者
岡田
病院の名誉院長。
遠藤
有名出版社の元編集長。
大久保
元大スター。芸名は西条英司。80歳のときに引退。
英子
大久保の愛人。
倉田愛子
音大のピアノ科を卒業した、美しい老女。元外交官夫人。

星野喜美子

山口隆
元旧通産省の役人(官僚)で大手商社に天下りし副会長を務めた。現在も複数の会社の相談役。
阿部純子
山口隆と交際宣言して付き合っている。

## 書籍情報
- 林真理子『我らがパラダイス』毎日新聞出版、2017年3月17日。ISBN 978-4-620-10826-1。
- 林真理子『我らがパラダイス』集英社〈集英社文庫〉、2020年3月19日。ISBN 978-4-08-744086-7。

## テレビドラマ
NHK BSプレミアム・NHK BS4Kの「プレミアムドラマ」枠にて2023年1月8日から3月12日まで放送された。全10回。

### キャスト
田代朝子
演 - 木村佳乃
丹羽さつき
演 - 高岡早紀
細川邦子
演 - 堀内敬子
福田
演 - 橋本じゅん
藤原訓子
演 - 小林きな子
遠藤仁志
演 - 油井昌由樹
岡田恭太郎
演 - 渡辺正行
山口隆
演 - 伊藤洋三郎
大久保勇次
演 - 山田明郷
英子
演 - 高泉淳子
倉田愛子
演 - 岡まゆみ
阿部純子
演 - 榊原るみ
太田早苗
演 - 梅舟惟永
田代チヅ
演 - 木野花
田代慎一
演 - 近藤公園
細川智彦
演 - 山本浩司
細川果菜
演 - 松風理咲
大平登喜子
演 - ふせえり
大平三樹男
演 - 戸田昌宏
大平滋
演 - 岡本信人
藤原幸江
演 - 竹原芳子
丹羽貢
演 - 魁三太郎
丹羽ヨシ子
演 - 白川和子
安川玲子
演 - 大谷凜香
安川義弘
演 - 遠山俊也
篠田杏子
演 - 原沙知絵

### ゲスト
田中医師
演 - 蒲生純一
大久保妙子
演 - 山下裕子
田島道代
演 - 川越たまき
阿部亮子
演 - 占部房子
奥田弁護士
演 - 川村毅

### スタッフ
- 原作 - 林真理子『我らがパラダイス』
- 脚本 - 尾崎将也
- 音楽 - 田渕夏海
- 演出 - 平山秀幸
- 制作統括 - 谷口卓敬（NHK）、岡部紳二（PROTX）
- プロデューサー - 平埜敬太

### 主題歌
倖田來未「Hello Yesterday」
作詞：KODA KUMI
作曲：Hi-yunk（BACK-ON）
編曲：Ryo'LEFTY'Miyata

### 放送日程
| 各話   | 放送日  | サブタイトル                                 |
| ------ | ------- | -------------------------------------------- |
| 第1話  | 1月08日 | 林真理子さん原作。人生逆転の大計画!          |
| 第2話  | 1月15日 | 私たちを笑顔にさせない世の中、変だよ!        |
| 第3話  | 1月22日 | 決意の時! もう無理しなくていい!              |
| 第4話  | 1月29日 | 恋があり、別れがあり、人生は新しい。         |
| 第5話  | 2月05日 | 結婚を考えたり、犬を飼い始めたり! 転機到来!  |
| 第6話  | 2月12日 | 今夜は愛と勇気のハロウィーン! 明日が見えた!  |
| 第7話  | 2月19日 | 祝結婚! なのに攻撃は続く! 受けて立ちます!    |
| 第8話  | 2月26日 | 助っ人登場! 負ける気がしない私たちです!      |
| 第9話  | 3月05日 | 人生最終章の新婚旅行!そして最大の危機が来る! |
| 最終話 | 3月12日 | 最終回! 私たちのいる場所がパラダイス!        |

| NHK BSプレミアム・NHK BS4K プレミアムドラマ | NHK BSプレミアム・NHK BS4K プレミアムドラマ | NHK BSプレミアム・NHK BS4K プレミアムドラマ |
| 前番組                                      | 番組名                                      | 次番組                                      |
| ------------------------------------------- | ------------------------------------------- | ------------------------------------------- |
| 八日目の蝉 （2022年11月20日 - 12月25日）    | 我らがパラダイス （2023年1月8日 - 3月12日） | グレースの履歴 （2023年3月19日 - 5月7日）   |